# Beletselteken
Het beletselteken (horizontaal weglatingsteken) is een leesteken bestaand uit drie puntjes (…). Het beletselteken wordt ook wel doorlooppuntjes of gedachtepuntjes genoemd en duidt een ellips aan; men spreekt ook wel van puntjepuntjepuntje. Alhoewel niet opgenomen in de spellingregels, adviseert de Nederlandse Taalunie om voor én na het beletselteken een spatie te plaatsen, behalve als het beletselteken op een afgebroken woord volgt, of wanneer het tussen ronde of vierkante haken staat. Als het beletselteken aan het einde van de zin staat, komt er niet nog een punt achter: En toen werd het stil …

## Gebruik
Het teken wordt gebruikt:
- Om aan te geven dat een deel van de zin is weggelaten.
En over dit onderwerp valt nog veel te zeggen, maar …
- Om aan te geven dat een deel van een woord is weggelaten.
Pas op voor de drem…
- Om een pauze aan te geven, eventueel om de spanning op te voeren en extra aandacht van toehoorders of lezers te vragen.
En wie kwam er niet aan … Jan.
- Om in een citaat aan te geven dat er iets is weggelaten. Meestal wordt het dan tussen haakjes gezet.
De zon is een (…) belangrijke ster. Hier is weggelaten: voor ons in alle opzichten.
- Om aan te geven dat iets te denken geeft. 
Tijdens de brand vluchtte de pastoor met zijn vrouw (…) uit de pastorie.
- Bij een opsomming om niet alle woorden te moeten weergeven. 
Hij hield van boeken met als onderwerp: filosofie, psychologie ...

Het beletselteken wordt soms ellips genoemd, enerzijds vanwege de gelijkenis met het Engelse ellipsis en anderzijds vanwege het gebruik ervan in een ellips.
Umberto Eco heeft in Op reis met een zalm een essay geschreven over het beletselteken. Volgens hem onderscheidt een slechte schrijver zich van een goede door het veelvuldig gebruik van dit leesteken. De emotionele toon in het werk van de Franse schrijver Louis Ferdinand Céline, een schrijver die juist vaak wordt geprezen om zijn stijl, wordt mede bereikt door het veelvuldig gebruik van het beletselteken.

## In programmeertalen
In programmeertalen worden weliswaar ook drie puntjes gebruikt ten behoeve van een bepaalde functionaliteit, maar deze notatie is in het algemeen niet inwisselbaar tegen het beletselteken in Unicode (U+2026). Ook is het bij programmeertalen meestal niet noodzakelijk om spaties aan weerszijden van de drie puntjes te zetten.
In de programmeertalen C, C++ en Java worden de drie puntjes gebruikt in de declaratie van een functie die soms met meer en soms met minder argumenten wordt aangeroepen. Daartoe wordt in het prototype in de functiedeclaratie na (eventueel) een aantal argumenten die altijd moeten worden meegegeven de eventuele verdere argumenten aangegeven met drie puntjes.
Bij gebruik van deze faciliteit kan de compiler niet beoordelen of het eigenlijke aantal argumenten klopt, en zal tijdens uitvoering van het programma volgens de een of andere conventie moeten worden aangegeven hoeveel argumenten er daadwerkelijk aanwezig zijn. Het bekendste voorbeeld vormen (standaard)routines als (s)printf:
int sprintf(char * buffer , char * formatstring , ... );

Hier dient het aantal argumenten dat in plaats van de drie puntjes wordt ingevuld overeen te stemmen met het aantal procenttekens (die een afdrukformaat aangeven) in formatstring. Zijn het er minder, dan kan het programma vastlopen, zijn het er meer, dan worden zij genegeerd. Zoals gezegd kan de compiler dit niet controleren.
In Perl is ... een "bereik"-operator die een boolean oplevert en normaliter gebruikt wordt om te eisen dat het huidige regelnummer in een bepaald bereik valt; bijvoorbeeld:
```
  
while
 
(
<>
)

  
{

    
if
 
(
5
 
...
 
18
)
 
{
 
print
;
 
}

  
}

```

drukt de regels 5 t/m 18 uit de invoer af.